# Paul Breitner
Paul Breitner (sinh 5 tháng 9 năm 1951 tại Kolbermoor, Bavaria) là một cựu cầu thủ bóng đá Đức. Ông có 48 lần khoác áo đội tuyển quốc gia và là một trong số những cầu thủ được nhắc đến nhiều nhất ở đội tuyển Đức.
Sự nghiệp bóng đá của Breitner bắt đầu từ 1970 đến 1983, phần lớn thời gian chơi cho Bayern München (1970–74 và 1978–83) và Real Madrid (1974–78), với một thời gian ngắn đá cho Eintracht Braunschweig. Vị trí ban đầu ông chơi là cầu thủ chạy cánh trái. Sau đó ông chuyển sang chơi vị trí tiền vệ giữa và trở thành một trong những tiền vệ xuất sắc nhất đầu thập niên 1980.
Thành công sớm đến với Breitner khi mới 21 tuổi (năm 1972) ông đã cùng đội tuyển Đức vô địch Euro 1972. 2 năm sau ông lại có tên trong đội hình đội tuyển Đức vô địch World Cup 1974. Trong trận chung kết gặp Hà Lan tại quê hương Munich, Breitner đã ghi bàn thắng đầu tiên cho đội nhà ở trên chấm phạt đền. Ông chuyển sang Tây Ban Nha chơi cho Real Madrid sau giải vô địch thế giới đó và ngừng chơi ở đội tuyển quốc gia. Cho đến năm 1981, khi Jupp Derwall có lời mời, Breitner mới quay trở lại đội tuyển và tham dự World Cup 1982. Ông là một trong bốn cầu thủ ghi bàn trong 2 trận chung kết World Cup khác nhau (vào lưới Hà Lan năm 1974 và Ý năm 1982), cùng với Pelé, Vavá và Zidane.
Trong sự nghiệp đá cho câu lạc bộ, Breitner giành 7 chức vô địch quốc gia với Bayern Munich (5 lần: 1972, 1973, 1974, 1980, 1981) và Real (2 lần: 1975, 1976), một chức vô địch châu Âu (1974) và 2 Cúp bóng đá Đức (1971, 1982) và 1 Cúp Nhà vua Tây Ban Nha (1975). Trong thời gian đá cho Bayern, Karl-Heinz Rummenigge và ông tạo thành một cặp bài trùng xuất sắc nên 2 người có biệt danh Breitnigge.
Với những cổ động viên nhiều tuổi và truyền thống của Đức, Breitner để mất danh tiếng vì thái độ "cách mạng" và khuynh hướng của mình trong những tuyên bố mạnh mẽ về các vấn đề chính trị và xã hội. Trước World Cup 1982 cựu thành viên "cánh tả" Breitner gây ra một vụ ồn ào khi ông chấp nhận ký hợp đồng với một công ty mĩ phẩm Đức, với một khoản tiền mà lúc đó nhiều người Đức xem là "cao khủng khiếp, 150 000 mark Đức nếu ông cạo bộ râu quai nón của mình, dùng mĩ phẩm và quảng cáo cho công ty.
Năm 1998, Chủ tịch Liên đoàn bóng đá Đức Egidius Braun thông báo Breitner là huấn luyện viên mới của đội tuyển quốc gia. Tuy nhiên, sau một số tác động của các quan chức liên đoàn, Braun đã thay đổi quyết định 17 giờ sau, làm Breitner trở thành huấn luyện viên trên danh nghĩa trong 17 giờ.
Hiện nay, Breitner là bình luận viên và phụ trách một chuyên mục trên truyền hình. Tháng 3 năm 2007 ông ký hợp đồng làm cố vấn cho Bayern München.